# Источноевропско време
| светло плава  | Западноевропско време, Гриничко средње време ()                                     |
| плава         | Западноевропско време, Гриничко средње време (UTC+0) Западноевропско летње време () |
| розе          | Средњоевропско време, Западноафричко време ()                                       |
| црвена        | Средњоевропско време () Средњоевропско летње време ()                               |
| жута          | Калињинградско време ()                                                             |
| златна        | Источноевропско време () Источноевропско летње време ()                             |
| светло зелена | Further-eastern European Time, Московско време, Турско време ()                     |

Источноевропско време (енгл. Eastern European Time – EET) је једно од назива за временску зону UTC+2. Користе га земље у источној Европи, северној Африци и Блиском истоку. Већина преко лета прелазе на летње рачунање времена Источноевропско летње време (енгл. Eastern European Summer Time - EEST) (UTC+3).

## Коришћење
Само једна земља користи целе године ЕЕТ време:
- Либија

Земље и територије које ЕЕТ време користе само за време зиме:
- Белорусија
- Бугарска
- Грчка
- Египат
- Естонија
- Израел
- Јордан
- Кипар
- Летонија
- Либан
- Литванија
- Молдавија
- Румунија
- Сирија
- Турска
- Финска
- Украјина